# زينة إدحلي
زينة إدحلي محامية وسياسية مغربية، وعضو في حزب التجمع الوطني للأحرار عن جهة سوس ماسة وعضو البرلمان المغربي بعد فوزها في الانتخابات التشريعية المغربية 2021. وهي أيضًا رئيسة مركز سوس ماسة للدراسات القانونية والاجتماعية.

## النشأة
بدأت إدحلي دراستها بتيزنيت قبل أن تنتقل إلى كلية الشريعة بآيت ملول التي حصلت فيها على الإجازة. ثم حصلت بعد ذلك على ماستر الأعمال من مؤسسة جامعية خاصة بأكادير، بعدها انتقلت لكلية الحقوق بأكادير حيث حصلت على إجازة في القانون سنة 2016، ثم ماستر سنة 2018.